# Mistrovství světa v zápasu ve volném stylu 1961
Mistrovství světa v zápasu ve volném stylu 1961 se uskutečnilo v Toledu, Spojené státy americké.

## Přehled medailí

### Volný styl
| Kategorie  | Zlato                   | Stříbro                | Bronz           |
| ---------- | ----------------------- | ---------------------- | --------------- |
| do 52 kg   | Ali Alijev              | Nasrollah Soltaninejad | Cemal Yanılmaz  |
| do 57 kg   | Ebrahim Seifpour        | János Varga            | Hüseyin Akbaş   |
| do 62 kg   | Vladimir Rubašvili      | Yunus Pehlivan         | Hamid Tavakkol  |
| do 67 kg   | Mohammad Ali Sanatkaran | Vladimir Sinyavsky     | Udey Chand      |
| do 73 kg   | Emámalí Habíbí (IRI)    | Mikhail Bekmurzov      | Yutaka Kaneko   |
| do 79 kg   | Mansour Mehdizadeh      | Géza Hollósi           | Hans Antonsson  |
| do 87 kg   | Golamrezá Tachtí (IRI)  | Boris Gurevič          | Hasan Güngör    |
| nad +87 kg | Wilfried Dietrich       | Hamit Kaplan           | Alexandr Medveď |

## Týmové hodnocení
| Pořadí | Muži volný styl | Muži volný styl |
| Pořadí | Tým             | Body            |
| ------ | --------------- | --------------- |
| 1      | Írán            | 41              |
| 2      | Sovětský svaz   | 33              |
| 3      | Turecko         | 26              |
| 4      | Japonsko        | 15              |
| 5      | Maďarsko        | 13              |
| 6      | USA             | 11.5            |